# Psycho-Pass: Mandatory Happiness
Psycho-Pass: Mandatory Happiness (サイコパス 選択なき幸福, Saiko Pasu Sentaku Naki Kōfuku) est un jeu vidéo de type visual novel développé et édité par 5pb., sorti en 2015 sur Windows, PlayStation 4, Xbox One et PlayStation Vita.
Il est basé sur l'anime Psycho-Pass.